# Hou Yifan
Hou Yifan (født 27. februar 1994 i Xinghua, Taizhou, Jiangsu, Kina) er en kinesisk skakspiller, der 24. december 2010 sikrede sig verdensmesterskabet i skak for kvinder og dermed blev den yngste skakverdensmester nogensinde. Da hun i 2008 som 14-årig sikrede sig stormestertitlen, var hun den yngste kvinde til at opnå dette.
Blandt Hous øvrige præstationer kan nævnes, at hun som 12-årig i 2006 var den yngste deltager nogensinde ved en VM-slutrunde for kvinder (hun nåede tredje runde) og samme år tilsvarende var den yngste deltager nogensinde ved en skakolympiade. I 2007 blev hun den yngste vinder nogensinde af det kinesiske mesterskab for kvinder, og i 2008 nåede hun finalen i VM for kvinder, ligeledes som den yngste.
Hou Yifan stiftede bekendtskab med skakspillet som treårig og var efter få uger i stand til at besejre sin far og sin bedstemor. Hendes far fandt et par år senere en kompetent mentor til sin datter, Tong Yuanmang, der var på det kinesiske landshold. Da landsholdstræneren mødte Hou for første gang, da hun var ni år, var han imponeret af hendes evner til at finde stærke træk og spåede hende en meget stor fremtid. Samme år vandt hun verdensmesterskabet for spillere under 10 år.